# الملعب البلدي (اللاذقية)
الملعب البلدي ، هو ملعب سوري في مدينة اللاذقية. افتتح سنة 1978 وأستضاف بعض مباريات كرة القدم في دورة ألعاب البحر الأبيض المتوسط 1987. أكثر استخدماته في الفترة الحالية لمباريات كرة القدم . وهو بسعة 40000 متفرج نسبة المقاعد المظللة 20 %, أرضية الملعب عشبية ويعتبر الملعب الرسمي لناديي تشرين وحطين.